# Piero & The Musicstars
Piero & The Musicstars var en grupp bestående av fem deltagare från Musicstar. Musicstar är Schweiz motsvarighet till Fame Factory. Sångaren Piero Esteriore hade hjälp av fyra konkurrenter från programmet som körsångare och dansare. Konkurrenterna (Sabrina Auer, Tina Masafret, Damian Odermatt & Sergio Luvualu) bildade tillsammans körbandet The Muscistars.
Den vann den schweiziska uttagningen till Eurovision Song Contest 2004 med låten Celebrate!. Väl där slutade de på sista plats av alla de trettiosex deltagande länderna. Trots fiaskot har låten blivit en liten hit i Schweiz.